# Henri Schaller (Journalist)
Henri Schaller (* 21. Juli 1886 in Corban; † 31. Oktober 1985 in Pruntrut) war ein Schweizer römisch-katholischer Geistlicher, Journalist und Zeitungsverleger.

## Leben
Henri Schaller wurde als Sohn des Landwirts Joseph Schaller und dessen Ehefrau Anna, geb. Dominé, geboren. Er besuchte das Gymnasium Immensee und erhielt 1912 seine Priesterweihe.
Von 1913 bis 1922 war er Lehrer am Gymnasium Immensee und in dieser Zeit auch Redakteur der Zeitschrift Bethlehem der Missionsgesellschaft  Bethlehem. Ab 1922 war er in Pruntrut Redakteur der katholischen Tageszeitung Le Pays, deren Leiter er von 1923 bis 1969 war. Er nahm einen grossen Einfluss auf die katholische Elite des Kantons Jura und war als Leitartikler vor allem für seine täglichen moralphilosophischen Glossen bekannt, die er unter dem Namen Lefranc veröffentlichte; zudem war er in leitenden Stellen innerhalb der katholischen Presse der Westschweiz tätig.
Während des Zweiten Weltkrieges bejahte er vorerst das Vichy-Regime, wandelte sich jedoch im Laufe der Zeit und unterstützte später die Résistance und setzte sich für französische Flüchtlinge ein.

## Ehrungen
- 1938 wurde er zum Geheimkämmerer von Papst Pius XI. ernannt.
- 1961 wurde er, wegen seiner Unterstützung für die Universität in der katholischen Presse, zum Ehrensenator der Universität Freiburg ernannt.
- 1962 erfolgte seine Ernennung zum apostolischen Protonotar.
- Er war Kommandant des Ritterordens vom Heiligen Grab zu Jerusalem und Ritter der Ehrenlegion.

## Mitgliedschaften
- Henri Schaller war Vizepräsident des Schweizerischen Katholischen Pressevereins.[1]
- Er war Präsident der Kantonalsektion des Schweizerischen katholischen Volksvereins.

## Schriften (Auswahl)
- mit Eugène Friche: A la Jeunesse Catholique Jurassienne: 1915–1927. Approbations ecclésiastiques. Historique de la J.C.J. Lettre fraternelle à quelques amis de la J.C.J. Aux Éditions Jurassiennes, Porrentruy 1927.
- L'irlande croyante et pittoresque: Mon carnet de route pendant le Congrès eucharistique international, Dublin 1932. Impr. de La Bonne Presse, Porrentruy 1932.
- mit Léon Dupont Lachenal; Léon Savary und Charles Saint-Maurice Haegler: Le chanoine François-Marie Bussard de l'Abbaye de St-Maurice, 1902–1943. Impr. de l'Oeuvre St-Augustin, St-Maurice 1943.
- Carnet de route d'un voyage en Terre Sainte en avion. Impr. de La Bonne Presse, Porrentruy 1951.
- Le bréviaire du pèlerin de Notre-Dame de Lourdes. Aux Editions jurassiennes, Porrentruy 1962.
- Francs propos: cueillis entre dex mille. Aux Editions jurassiennes, Porrentruy 1962.
- mit André Chèvre; Serge Zanolla und Albert Perronne: Miserez et son église. Editions jurassiennes, Porrentruy 1975.